# 小山臨海公園
小山臨海公園（おやま りんかいこうえん、Oyama Seaside Park）とは、静岡県熱海市下多賀（小山）にある総合公園。敷地内には南熱海マリンホールも所在している。

## 概要
小山地区の北方海側に広がる東西に横長の埋立地に造成されている公園であり、西方にある中野地区の「中野海水浴場」（※近隣の「長浜海水浴場」がリニューアルオープンした2000年代半ば以降は閉鎖中）と、東方にある和田木地区の「網代温泉海水浴場（大縄海水浴場）」の狭間に位置している。
南東の隣接地には熱海市役所の南熱海支所があり、中央北方の海側は「熱海マリーナ（網代ダイビングセンター併設）」と「スパ・マリーナ熱海アネックス（南熱海マリンヤード）」が占めている。

## 構成

### 広場・遊具
- 遊具公園 - 西端
- 芝生広場 - 北東（マリンホール西脇）
- 時計広場 - 南東

### スポーツ
- 多目的広場（野球・ソフトボール・グランドゴルフ等） - 西方
- テニスコート（計6面）
  - A〜Dコート（4面） - 中央南方
  - E・Fコート（2面） - 北東
  - 壁打ち 1か所（無料） - 中央南方
- 管理事務所・更衣室 - 中央南方

### 屋内施設
- 南熱海マリンホール - 北東端

### その他
- マリンタワー - マリンホール南脇の小山（25m）に登る螺旋階段。反対側の歩道橋へと通じる。
- 多機能トイレ - 芝生広場の南西脇

## 南熱海マリンホール
9:00-21:00、年末年始以外年中無休。
- 2階
  - トレーニングルーム - 北東
  - 会議室（第1-第3） - 北側通路脇
  - トイレ
  - ラウンジ - 北側通路脇
  - 中ホール - 西部
- 1階
  - 武道場 - 北東
  - 更衣室・シャワー室
  - トイレ（多機能あり）
  - スポーツホール
    - 舞台スペース - 西側

  - 和室 - 南西

## イベント
小山臨海公園
- 熱海フラワーカップテニス大会 - 4月初旬[2]
- 百八体流灯祭 - 8月16日
- 和田木地区体育祭 - 10月上旬

南熱海マリンホール
- 熱海市長杯卓球大会 - 3月中旬
- 南あたみ和太鼓まつり - 5月第4日曜日[3]
- 小山地区体育祭 - 9月中旬
- 熱海市内の選挙の開票・集計

## 周辺
中央北隣（多目的広場(野球場)とテニスコートに囲まれたエリア）には、「熱海マリーナ（網代ダイビングセンター併設）」と「スパ・マリーナ熱海アネックス（南熱海マリンヤード）」が隣接している。
南東には、熱海市役所の南熱海支所（及び熱海市消防署の南熱海出張所）が隣接している。
西方には、中野海岸に沿って伸びている国道135号脇に、
- マックスバリュエクスプレス 熱海多賀店
- ウエルシア 熱海多賀店
- セブンイレブン 熱海下多賀店
- ENEOS マリンアタミSS
- すき家 135号熱海店
- ファミリーマート ナカスイ熱海下多賀店
- ガスト 網代店
- Honda Cars 熱海南店
- ENEOS 南熱海SS

等が立ち並んでおり、南熱海の中心的な商業エリアとなっている。

## 沿革
- 1965年（昭和40年） - 埋め立て完成[4]。
- 1966年（昭和41年） - 熱海市役所の南熱海支所、熱海市消防署の南熱海出張所が完成[5]。
- 1976年（昭和51年）4月13日 - 熱海マリーナ開業[6]。
- 1990年（平成2年） - 南熱海マリンホール完成[7]。
- 2013年（平成25年）4月 - NPO法人atamista・シンコースポーツ株式会社による管理業務開始。
- 2018年（平成30年）4月 - ReTAS Project共同事業体による管理業務開始。
- 2020年（令和2年）
  - 5月7日 - 熱海市役所南熱海支所、熱海市消防署南熱海出張所の庁舎改築完了[8]。
  - 5月21日 - スパ・マリーナ熱海アネックス（南熱海マリンヤード）開業[9]。

## 指定管理者
歴代の指定管理者は以下の通り。
- 2013年（平成25年）4月 - 2018年（平成30年）3月 : NPO法人atamista・シンコースポーツ株式会社
- 2018年（平成30年）4月 - 2023年（令和5年）3月 : ReTAS Project共同事業体（NPO法人熱海市体育協会、NPO法人アゴーラスポーツクラブ、株式会社リボンプロジェクト、東海体育指導株式会社(東海大学系)）